# Абыла
Абыла (каз. Абыла) — село в Кармакшинском районе Кызылординской области Казахстана. Административный центр Кармакшинского сельского округа. Находится примерно в 17 км к юго-востоку от районного центра посёлка Жосалы. Код КАТО — 434657100.

## Население
В 1999 году население села составляло 1207 человек (643 мужчины и 564 женщины). По данным переписи 2009 года, в селе проживало 1107 человек (580 мужчин и 527 женщин).